# Zhong Qixin
Zhong Qixin (en chino: 钟齐鑫, 7 de abril de 1989) es un deportista chino que compitió en escalada, especialista en la prueba de velocidad.
Ganó cuatro medallas de oro en el Campeonato Mundial de Escalada entre los años 2007 y 2012. Además, consiguió dos medallas en los Juegos Mundiales, en los años 2009 y 2013.

## Palmarés internacional
| Campeonato Mundial | Campeonato Mundial | Campeonato Mundial | Campeonato Mundial |
| Año                | Lugar              | Medalla            | Prueba             |
| ------------------ | ------------------ | ------------------ | ------------------ |
| 2007               | Avilés (España)    | Medalla de oro     | Velocidad          |
| 2009               | Xining (China)     | Medalla de oro     | Velocidad          |
| 2011               | Arco (Italia)      | Medalla de oro     | Velocidad          |
| 2012               | París (Francia)    | Medalla de oro     | Velocidad          |